# Reactivo de Stryker

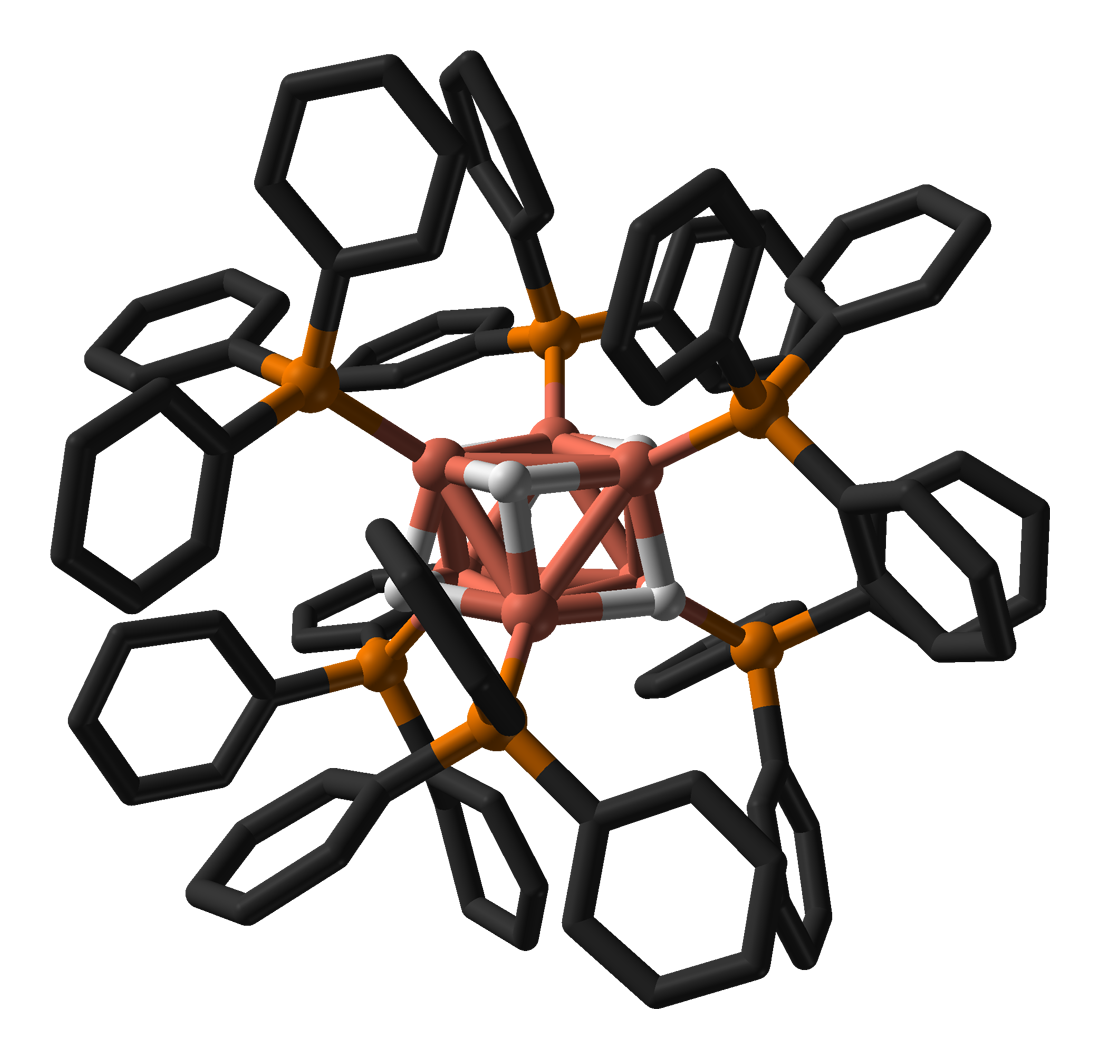
Modelo de barras y esferas del reactivo de Stryker

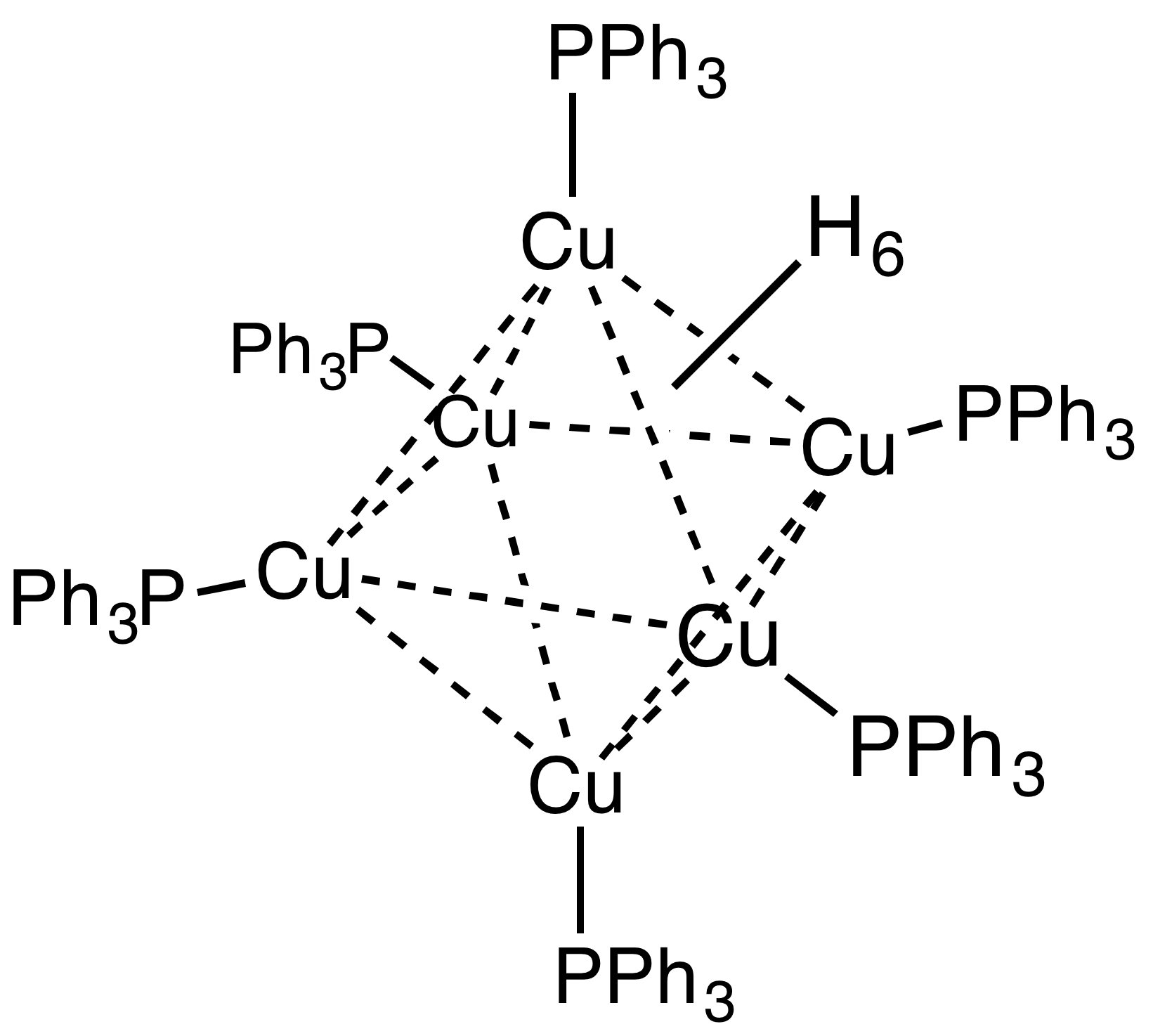
Reactivo de Stryker

El Reactivo de Stryker ([(PPh3)CuH]6), también conocido como el Complejo de Osborn es un hidruro de cobre hexamérico ligado con trifenilfosfina. Es un sólido de color rojo ladrillo sensible al aire. El reactivo de Stryker es un hidruro débil usado en catálisis homogénea o en reducciones conjugadas de enones, enoatos y sustratos relacionados con ácidos enóicos.

## Preparación y estructura
El compuesto es preparado mediante la hidrogenación del ter-butóxido de cobre (I), generado in situ a partir de cloruro de cobre(I) y ter-butóxido de sodio.  Nuevos métodos más convenientes han sido desarrollados desde su descubrimiento.
En términos de su estructura, el compuesto es un cúmulo octaédrico de centros formados por trifenilfosfina de cobre Cu(PPh3) que están unidos mediante enlaces Cu-Cu e interacciones Cu-H. Originalmente, se pensaba que seis de las ocho caras se encontraban enlazadas con ligantes hidruro, sin embargo esta estructura fue revisada en 2014 concluyendo que los hidruros se describen mejor con enlaces en las aristas que con enlaces en las caras. 

## Aplicaciones en síntesis orgánica
El compuesto puede realizar reducciones conjugadas regioselectivas de varios derivados carbonílicos incluyendo aldehídos, cetonas y ésteres insaturados. Este reactivo obtuvo el reconocimiento como "reactivo del año" en 1991 por su selectividad a grupos funcionales, alta eficiencia general y suaves condiciones de reacción para las reducciones. El reactivo de Stryker es usado en cantidades catalíticas y puede ser regenerado in situ en la reacción utilizando una fuente de hidruros colocada en cantidades estequiométricas con el reactivo de Stryker, siendo común el uso de hidrógeno molecular o silanos. Si se almacena bajo atmósfera inerte (argón o nitrógeno), puede tener una vida útil indefinida. Breves exposiciones a oxígeno no disminuyen significativamente su reactividad, sin embargo, los solventes que se utilizarán con el reactivo de Stryker deben ser rigurosamente desgasificados.

## Modificaciones al reactivo de Stryker
Versiones del reactivo de Stryker con otros ligantes han sido reportados en la literatura. Al cambiar el ligante a, por ejemplo, P(O-iPr)3, la selectividad mejora significativamente. Aunado a esto, Lipshutz et. al., han demostrado que la adición al centro de cobre de un ligante bidentado, aquiral, que contenga dos fosfinas y con un radio sustrato-ligante en el orden de 1000-10000:1 pueden ser usados para conseguir altos rendimientos.